# Guglielmo I di Boulogne

Blasone della contea di Boulogne

Guglielmo di Boulogne, in francese Guillaume de Boulogne o Guillaume de Blois (1137 circa – Tolosa, 11 ottobre 1159) fu Conte del Surrey (de iure uxoris) dal 1148 e conte di Mortain e conte di Boulogne dal 1153 e alla sua morte ed inoltre, per un breve periodo fu erede del ducato di Normandia e del trono d'Inghilterra.

## Origine
Secondo la Chronica Albrici Monachi Trium Fontium, Guglielmo era il figlio ultimogenito del duca di Normandia e re d'Inghilterra, Stefano di Blois e fratello di Eustachio, che, secondo il documento n° 508 del Regesta Regum Anglo-Normannorum, vol.III, era il figlio secondogenito del conte di Mortain e futuro duca di Normandia e re d'Inghilterra, Stefano di Blois e della contessa di Boulogne, Matilde I, che, secondo la Genealogica comitum Buloniensium era l'unica figlia del conte di Boulogne, Eustachio III e della moglie, Maria di Scozia, che secondo il monaco e cronista inglese, Orderico Vitale, era sorella del re di Scozia, Edgardo di Scozia e figlia del re di Scozia, Malcolm III e della sua seconda moglie, Margherita del Wessex (Ungheria, 1045 – 16 novembre 1093), che secondo il The Chronicles of Florence of Worcester with two continuations era figlia del principe Edoardo (figlio del re d'Inghilterra, Edmondo II, che, secondo Orderico Vitale, discendeva da Alfredo il Grande e quindi dal primo re d'Inghilterra, Egberto del Wessex) e di Agata, che, sempre secondo il The Chronicles of Florence of Worcester with two continuations era nipote dell'imperatore del Sacro Romano Impero, Enrico II (daughter of the brother of Emperor Henry), mentre secondo la Chronica Albrici Monachi Trium Fontium era la sorella della regina d'Ungheria (Agatham regine Hunorem sororem), mentre per Orderico Vitale era figlia del re d'Ungheria; Margherita era la sorella di Edgardo Atheling, ultimo discendente del Casato dei Wessex e pretendente alla corona d'Inghilterra.
Stefano di Blois, sempre secondo Orderico Vitale, era il figlio maschio terzogenito del conte di Blois, di Chartres, di Châteaudun, di Tours, di Provins, di Sancerre e di Meaux, Stefano II, e di Adele d'Inghilterra (circa 1062 - 1137), che, sia secondo il monaco e cronista normanno Guglielmo di Jumièges, autore della sua Historiæ Normannorum Scriptores Antiqui, che secondo il cronista e monaco benedettino dell'abbazia di Malmesbury, nel Wiltshire (Wessex), Guglielmo di Malmesbury e Orderico Vitale, ed ancora il cronista e monaco benedettino inglese, Matteo di Parigi, era figlia del duca di Normandia e re d'Inghilterra, Guglielmo il Conquistatore, e di Matilde delle Fiandre (1032 - 1083), che, secondo la Genealogica Comitum Flandriæ Bertiniana, era figlia di Baldovino V, conte delle Fiandre, e della sorella del re di Francia, Enrico I, Adele di Francia, che secondo la Genealogiæ Scriptoris Fusniacensis era figlia del re di Francia, Roberto II, detto il Pio.
Inoltre Guglielmo era nipote dei primi due re di Gerusalemme, Goffredo di Buglione e Baldovino I di Gerusalemme, fratelli del nonno materno, Eustachio III.

## Biografia
Nel 1125, dopo il matrimonio dei suoi genitori (matrimonio che era stato sponsorizzato dal re d'Inghilterra, Enrico Beauclerc), il nonno materno, Eustachio III abdicò a favore della figlia e si fece monaco a Rumilly, dipendenza del priorato di St-Pierre, come ci viene confermato dal documento n° 3984 del Recueil des chartes de l'abbaye de Cluny. Tome 5, datato 1225 inerente ad una donazione di Eustachio, in cui si definisce conte di Boulogne in passato ed ora monaco cluniacense (Eustachius olim comes Boloniensis nunc autem, disponente Deo, monachus Cluniacensis) e viene controfirmata dal genero, Stefano, come conte di Boulogne e dalla figlia, Matilde, come contessa di Boulogne. Sua madre, Matilde oltre alla contea di Boulogne ereditò anche i feudi inglesi del padre, nell'Essex.
Alla morte del re d'Inghilterra, Enrico I Beauclerc, suo padre, Stefano, il giorno di Natale del 1135, fu incoronato re nell'abbazia di Westminster, impossessandosi del trono di cui era erede sua cugina Matilde, detta l'Imperatrice e alla quale aveva giurato fedeltà; anche sua madre Matilde fu incoronata regina consorte d'Inghilterra nell'abbazia di Westminster il 22 marzo 1136.
Nel 1144, suo padre Stefano, perse definitivamente la Normandia, conquistata dal marito dell'imperatrice Matilde Goffredo Plantageneto, conte d'Angiò, che venne riconosciuto anche duca di Normandia.
Nel 1148, Guglielmo sposò la contessa del Surrey, Isabella di Warenne, per cui Guglielmo divenne Conte del Surrey, per diritto di matrimonio (de iure uxoris), come ci conferma lo storico normanno, priore dell'abbazia di Bec e sedicesimo abate di Mont-Saint-Michel, Roberto di Torigni.
Suo fratello maggiore Eustachio, conte titolare di Mortain e conte di Boulogne, morì all'improvviso, a Bury St Edmunds, nell'agosto del 1153, come ci conferma Roberto di Torigni e fu tumulato accanto alla madre, nell'abbazia cluniacense di Faversham (Kent), fatta costruire dalla madre, Matilde di Boulogne, alcuni anni prima, e Guglielmo gli subentrò nei titoli.
Alla morte di Eustachio, suo padre, Stefano, si sentì vecchio e stanco, senza più voglia di continuare la lotta per conto dell'ultimo figlio rimastogli, il suo erede, Guglielmo, che, a detta dei cronisti dell'epoca, a differenza del fratello Eustachio, non era molto ambizioso. Stefano allora per porre fine a quel periodo di guerre e contese, conosciuto come l'“Anarchia (o guerra civile) inglese”, riconobbe come proprio successore Enrico Plantageneto. Nella successiva ratifica solenne del trattato, tenuta a Winchester a Guglielmo furono riconosciuti oltre le contee di cui era già titolare, i possedimenti del padre sia in Francia che in Inghilterra, quindi gli fu restituita da Enrico II la contea di Mortain. Con soddisfazione generale la guerra civile era finita.
Secondo il cronista, Gervaso di Canterbury, dopo la ratifica del trattato di Winchester, fu ordito un complotto da parte di alcuni mercenari fiamminghi per uccidere Enrico II Plantageneto nella cattedrale di Canterbury, a cui forse Guglielmo aveva aderito o almeno ne era a conoscenza. Tuttavia non successe nulla e Enrico poté far ritorno in Normandia.
Suo padre, Stefano morì il 25 ottobre del 1154, a Dover e, come concordato (Guglielmo non cercò di proporsi come pretendente, anche perché nessuno dei baroni aveva intenzione di nominarlo re), gli succedette al trono di Inghilterra Enrico II (incoronato re d'Inghilterra il 18 dicembre 1154), iniziatore della dinastia dei Plantageneti, deciso a ristabilire il sistema di governo del nonno, Enrico I.
Stefano fu sepolto nell'abbazia cluniacense di Faversham, fatta costruire dalla moglie Matilde alcuni anni prima, accanto alla moglie, Matilde di Boulogne ed al figlio Eustachio.
Guglielmo, come ci conferma Roberto di Torigni, morì, nel 1159, durante il ritorno dalla spedizione contro Tolosa, quando Enrico II, che rivendicava la contea di Tolosa in nome della moglie, la duchessa d'Aquitania, Eleonora, dopo aver occupato una parte della contea, si era diretto su Tolosa, e l'aveva assediata. 
Alla sua morte, data la mancanza di eredi, re Enrico II si trattenne tutti i domini di Guglielmo, inclusa la contea di Mortain, mentre la contea di Boulogne passò alla sorella, Maria di Boulogne, che era badessa del convento di Ramsey.
Guglielmo fu tumulato nell'abbazia di Montmorillon nel Poitou.

## Matrimonio e discendenza
Nel 1148, Guglielmo aveva sposato Isabella di Warenne († 1199), contessa del Surrey, figlia del Conte del Surrey, Guglielmo III.
Da Isabella Guglielmo non ebbe figli, e non si conoscono altri discendenti.
Dopo che, nel 1159, era rimasta vedova, nel 1164, Isabella di Warenne, sposò, in seconde nozze, Hamelin d'Angiò (1130 – 1202), figlio illegittimo di Goffredo Plantageneto, come ci viene confermato da Roberto di Torigni.

## Ascendenza
|                                  |                                 |                                                   | Genitori                                 |  |  | Nonni |  |  | Bisnonni                                   |  |  | Trisnonni                                |  |
|                                  |                                 |                                                   |                                          |  |  |       |  |  | Tebaldo III, conte di Blois e di Champagne |  |  | Oddone II, conte di Blois e di Champagne |  |
|                                  |                                 |                                                   |                                          |  |  |       |  |  | Tebaldo III, conte di Blois e di Champagne |  |  | Oddone II, conte di Blois e di Champagne |  |
|                                  |                                 | Ermengarda d'Alvernia                             |                                          |  |  |       |  |  | Tebaldo III, conte di Blois e di Champagne |  |  |                                          |  |
| Stefano II, conte di Blois       |                                 |                                                   |                                          |  |  |       |  |  | Tebaldo III, conte di Blois e di Champagne |  |  |                                          |  |
|                                  |                                 | Gersenda del Maine                                | Eriberto I, conte del Maine              |  |  |       |  |  |                                            |  |  |                                          |  |
|                                  |                                 | Gersenda del Maine                                | Eriberto I, conte del Maine              |  |  |       |  |  |                                            |  |  |                                          |  |
|                                  |                                 | Gersenda del Maine                                | …                                        |  |  |       |  |  |                                            |  |  |                                          |  |
| Stefano, re d'Inghilterra        |                                 | Gersenda del Maine                                |                                          |  |  |       |  |  |                                            |  |  |                                          |  |
|                                  |                                 | Guglielmo I, re d'Inghilterra e duca di Normandia | Roberto I, duca di Normandia             |  |  |       |  |  |                                            |  |  |                                          |  |
|                                  |                                 | Guglielmo I, re d'Inghilterra e duca di Normandia | Roberto I, duca di Normandia             |  |  |       |  |  |                                            |  |  |                                          |  |
|                                  |                                 | Guglielmo I, re d'Inghilterra e duca di Normandia | Herleva di Falaise                       |  |  |       |  |  |                                            |  |  |                                          |  |
| Adele d'Inghilterra              |                                 | Guglielmo I, re d'Inghilterra e duca di Normandia |                                          |  |  |       |  |  |                                            |  |  |                                          |  |
|                                  |                                 | Matilde di Fiandra                                | Baldovino V, conte di Fiandra e d'Artois |  |  |       |  |  |                                            |  |  |                                          |  |
|                                  |                                 | Matilde di Fiandra                                | Baldovino V, conte di Fiandra e d'Artois |  |  |       |  |  |                                            |  |  |                                          |  |
|                                  |                                 | Matilde di Fiandra                                | Adele di Francia                         |  |  |       |  |  |                                            |  |  |                                          |  |
| Guglielmo I, conte di Boulogne   |                                 | Matilde di Fiandra                                |                                          |  |  |       |  |  |                                            |  |  |                                          |  |
|                                  | Eustachio II, conte di Boulogne | Eustachio I, conte di Boulogne                    |                                          |  |  |       |  |  |                                            |  |  |                                          |  |
|                                  | Eustachio II, conte di Boulogne | Eustachio I, conte di Boulogne                    |                                          |  |  |       |  |  |                                            |  |  |                                          |  |
|                                  | Eustachio II, conte di Boulogne | Matilde di Lovanio                                |                                          |  |  |       |  |  |                                            |  |  |                                          |  |
| Eustachio III, conte di Boulogne | Eustachio II, conte di Boulogne |                                                   |                                          |  |  |       |  |  |                                            |  |  |                                          |  |
|                                  |                                 | Ida di Lorena                                     | Goffredo III, duca di Lorena             |  |  |       |  |  |                                            |  |  |                                          |  |
|                                  |                                 | Ida di Lorena                                     | Goffredo III, duca di Lorena             |  |  |       |  |  |                                            |  |  |                                          |  |
|                                  |                                 | Ida di Lorena                                     | Doda di Rethel                           |  |  |       |  |  |                                            |  |  |                                          |  |
| Matilde, contessa di Boulogne    |                                 | Ida di Lorena                                     |                                          |  |  |       |  |  |                                            |  |  |                                          |  |
|                                  |                                 | Malcolm III, re di Scozia                         | Duncan I, re di Scozia                   |  |  |       |  |  |                                            |  |  |                                          |  |
|                                  |                                 | Malcolm III, re di Scozia                         | Duncan I, re di Scozia                   |  |  |       |  |  |                                            |  |  |                                          |  |
|                                  |                                 | Malcolm III, re di Scozia                         | Suthen                                   |  |  |       |  |  |                                            |  |  |                                          |  |
| Maria di Scozia                  |                                 | Malcolm III, re di Scozia                         |                                          |  |  |       |  |  |                                            |  |  |                                          |  |
|                                  |                                 | Margherita d'Inghilterra                          | Edoardo d'Inghilterra                    |  |  |       |  |  |                                            |  |  |                                          |  |
|                                  |                                 | Margherita d'Inghilterra                          | Edoardo d'Inghilterra                    |  |  |       |  |  |                                            |  |  |                                          |  |
|                                  |                                 | Margherita d'Inghilterra                          | Agata di Kiev                            |  |  |       |  |  |                                            |  |  |                                          |  |
|                                  |                                 | Margherita d'Inghilterra                          |                                          |  |  |       |  |  |                                            |  |  |                                          |  |

### Fonti primarie
- (LA)  The Historical Works of Gervase of Canterbury, Vol. I.
- (LA)  Recueil des chartes de l'abbaye de Cluny, Tome V.
- (LA)  Regesta Regum Anglo-Normannorum, vol.III'.
- (LA)  Chronique de Robert de Torigni, abbé du Mont-Saint-Michel, vol I.
- (LA)  Matthæi Parisiensis, monachi Sancti Albani, Chronica majora, vol I.
- (LA)  Matthæi Parisiensis, monachi Sancti Albani, Chronica majora, vol II.
- (LA)  Florentii Wigorniensis Monachi Chronicon, Tomus II Continuatio.
- (EN)  The Chronicles of Florence of Worcester with two continuations.
- (LA)  Monumenta Germaniae Historica, Scriptores, tomus IX.
- (LA)  Monumenta Germaniae Historica, Scriptores, tomus XIII.
- (LA)  Monumenta Germaniae Historica, Scriptores, tomus XXIII.
- (LA)  Ordericus Vitalis, Historia Ecclesiastica, vol. II.
- (LA)  Ordericus Vitalis, Historia Ecclesiastica, vol. unicum.
- (LA)  Ordericus Vitalis, Historia Ecclesiastica, vol. III.
- (EN)  Chronicle of the Kings of England: From the Earliest Period to the Reign, of king William's children.
- (LA)  Historiæ Normannorum Scriptores Antiqui.

### Letteratura storiografica
- Louis Alphen, "La Francia: Luigi VI e Luigi VII (1108-1180)", cap. XVII, vol. V (Il trionfo del papato e lo sviluppo comunale) della Storia del mondo medievale, 1999, pp. 705–739
- William John Corbett, "Inghilterra, 1087-1154", cap. II, vol. VI (Declino dell'impero e del papato e sviluppo degli stati nazionali) della Storia del Mondo Medievale, 1999, pp. 56–98.
- Doris M. Stenton, "Inghilterra, Enrico II", cap. III, vol. VI (Declino dell'impero e del papato e sviluppo degli stati nazionali) della Storia del Mondo Medievale, 1999, pp. 99–142.